# São Jerônimo dos Croatas (título cardinalício)
O título cardinalício de São Jerônimo dos Croatas, também conhecido como São Jerônimo dos Schiavones nome que foi utilizado no início até 1589, foi instituído pelo Papa Pio V, em 8 de fevereiro de 1566.
Em 1570 a igreja foi confiada ao cardeal Felice Peretti Montalto, o futuro Papa Sisto V. Em 1588 a antiga igreja foi demolida por ordem do papa e no mesmo ano iniciou a construção da nova, que foi consagrada no outono de 1589. Foi a única igreja iniciada e terminada por Sisto V, por uma bula papal de agosto, entregue para os croatas. Sisto V também estabeleceu que deveria ser formado um capítulo de 11 prelados de ascendência croata e que podia falar nesse idioma. É interessante notar que o Papa Sisto V tinha antepassados croatas.

## Titulares protetores
- Prospero Pubblicola Santacroce (1566-1570)
- Felice Peretti Montalto, O.F.M.Conv. (1570-1585)
- Alessandro Peretti di Montalto pro illa vice diaconia (1585-1587)
- Pedro De Deza (1587-1597)
- Simeone Tagliavia d'Aragonia (1597-1600)
- Bonifazio Bevilacqua Aldobrandini (1601-1611)
- Felice Centini, O.F.M.Conv. (1612-1613)
- Matteo Priuli (1616-1621)
- Giovanni Dolfin (1621-1622)
- Vacante (1622-1632)
- Péter Pázmány, S.J. (1632-1637)
- Vacante (1637-1642)
- Francesco Peretti di Montalto (1642-1653)
- Vacante (1653-1657)
- Girolamo Buonvisi (1657-1677)
- Vacante (1677-1681)
- Giovanni Battista De Luca (1681-1683)
- Vacante (1683-1689)
- Leopold Karl von Kollonitsch (1689-1707)
- Vacante (1707-1720)
- Cornélio Bentivoglio (1720-1727)
- Leandro Porzia, O.S.B. (1728)
- Sinibaldo Doria (1731-1733)
- Vacante (1733-1745)
- Giacomo Oddi (1745-1756)
- Pietro Paolo Conti (1759-1763)
- Vacante (1763-1780)
- František Herzan von Harras (1780-1782)
- Francesco Carrara (1785-1791)
- Vacante (1791-1801)
- Cesare Brancadoro (1801-1820)
- Vacante (1820-1836)
- Gabriele della Genga Sermattei (1836-1861)
- Antonio Maria Panebianco, O.F.M.Conv. (1861)
- Giuseppe Andrea Bizzarri (1863-1875)
- Luigi Serafini (1877-1888)
- Serafino Vannutelli (1889-1893)
- Lőrinc Schlauch (1894-1902)
- Andrea Aiuti (1903-1905)
- Vacante (1905-1911)
- Franziskus von Sales Bauer (1911-1915)
- Scapinelli di Leguigno (1916-1933)
- Santiago Copello (1935-1959)
- Gustavo Testa (1959-1969)
- Vacante (1969-1973)
- Paolo Bertoli (1973-1979)
- Franjo Kuharić (1983-2002)
- Josip Bozanić (2003-)